# Phaenocarpa vicina
Phaenocarpa vicina är en stekelart som beskrevs av Papp 1967. Phaenocarpa vicina ingår i släktet Phaenocarpa och familjen bracksteklar. Inga underarter finns listade i Catalogue of Life.